# Anna Genover i Mas
Anna Genover i Mas (Girona, 1963) és una novel·lista catalana. Escriu llibres per a infants, un dels quals, El broc màgic, va guanyar el IV premi Vila de Paterna de Literatura Infantil "Vicenta Ferrer Escrivà" de l'any 2007.
Es llicencià en Ciències de la Informació a la UAB, es diplomà en fotografia i treballà per a TVE-Catalunya. Posteriorment estudià cinematografia a la Universitat de Nova York i guionatge cinematogràfic a la UCLA. A banda de les novel·les infantils, ha estat autora de guions televisius. Actualment combina la Literatura Infantil i Juvenil amb la novel·la històrica.
El seu avi, Francesc Mas i Ros, i el seu oncle, Antoni Mas i Bou han estat músics i compositors, especialment de sardanes.

## Obra
- La jardinera rondinaire. Barcelona: Dèria, 2008 
  - The grumpy gardener (traducció a l'anglès). Victòria (Canadà): Trafford Publishing, 2008. http://www.thegrumpygardener.com Arxivat 2012-05-31 a Wayback Machine.
- El broc màgic. València: Tàndem Edicions, 2008. Segona edició 2011.
- El tresor perdut de Pakamotu. Barcelona: Ànimallibres, 2016.
- La predicció del mussol. Barcelona: Ànimallibres, 2024